# Lili Ivanova – Dova
„Lili Ivanova – Dova“ е съвместна дългосвиреща грамофонна плоча на певиците Лили Иванова и Дова, издадена през 1968 г. в Испания от „Diresa“ под каталожен номер DLP1102. На обложката е изписано „LILI IVANOVA DOVA“, но заглавие на албума не е посочено, тъй като нерядко плочите от въпросния период не съдържат недвусмислено заглавие на албум, а само име на изпълнител.
На гърба на обложката е изписана информация за песните.

## Списък на песните
1. La gente (Дова) – C. Ramos Prada, Jose Valero
2. Joanna (Дова) – Tobt Hatch, Jackie Trent
3. Yo creo en ti (Лили Иванова) – м. Ангел Заберски, т. Николай Цонев, ар. Иван Пеев
4. En San Francisco (Дова) – D. Cross, G. Corry
5. Digo si a la vida (Дова) – Jack Dieval
6. Amor (Лили Иванова) – м. Хетко Николов, т. Павел Матев, ар. Иван Пеев
7. Corazon feliz (Дова) – Jackie Rea, J. Last, A. Alipn
8. Amor es mi cancion (Дова) – Charles Chaplin, Castor, F. Carreras
9. Yo naci enamorada (Дова) – Gerry Dorsey, Adap. espanola, J. Carreras
10. Abril mes de suerte (Лили Иванова) – м. Тончо Русев, т. Дамян Дамянов, ар. Иван Пеев
11. Corre hombre corre (Дова) – Morricone